# Isochilus unilateralis
Isochilus unilateralis är en orkidéart som beskrevs av Benjamin Lincoln Robinson. Isochilus unilateralis ingår i släktet Isochilus och familjen orkidéer. Inga underarter finns listade i Catalogue of Life.

## Bildgalleri

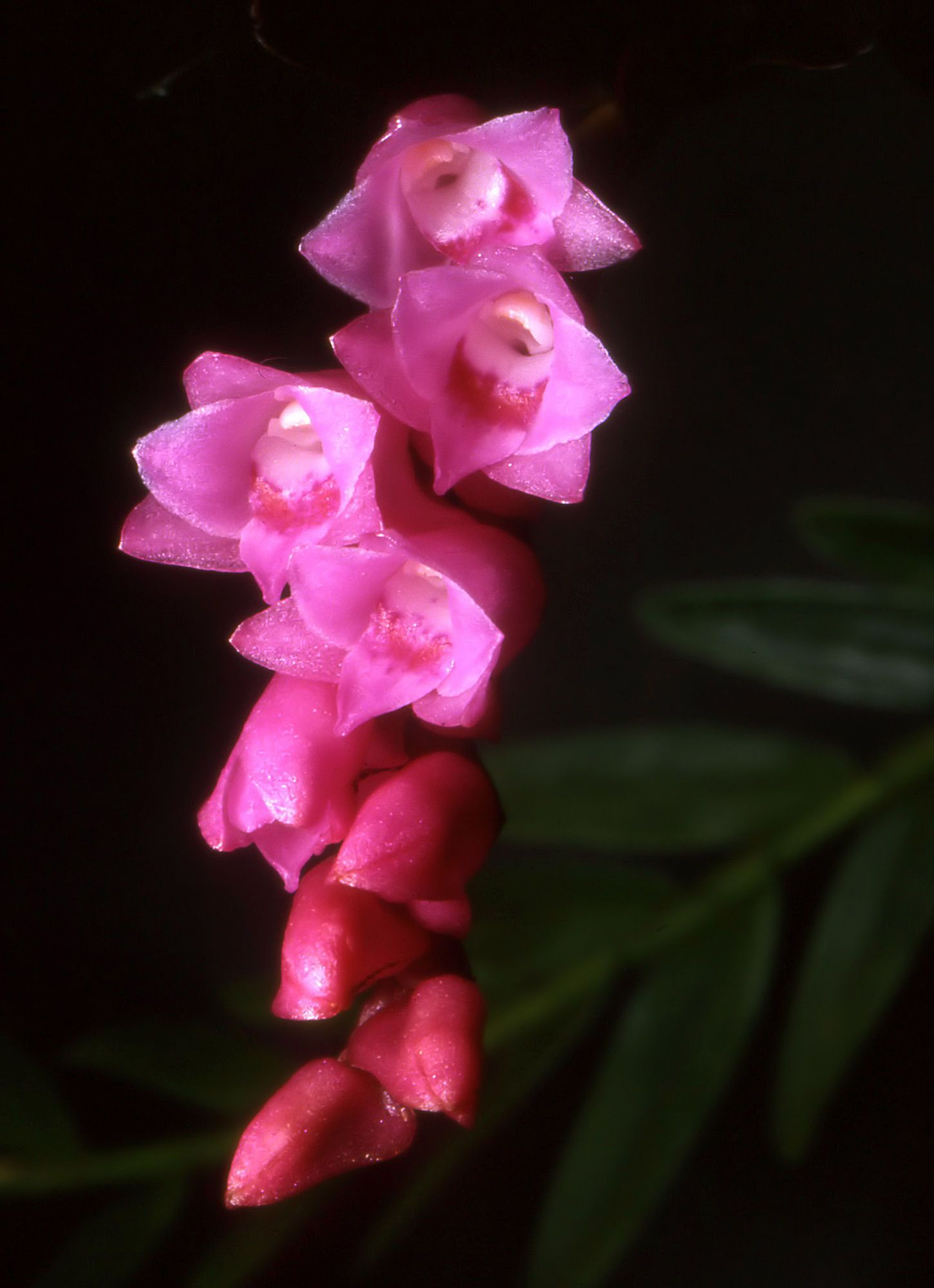